# Ludwig Hamm
Ludwig Hamm (* 6. Dezember 1921 in Kaiserslautern; † 20. November 1999) war ein deutscher Jurist und Politiker (FDP, später CDU).

## Leben und Beruf
Nach dem Abitur am Humanistischen Gymnasium wurde Hamm zur Luftwaffe eingezogen und dort zum Kampfflieger ausgebildet. Er nahm von 1940 bis 1945 als Soldat der Wehrmacht am Zweiten Weltkrieg teil, wurde bei der Organisation Todt eingesetzt und zuletzt zum Oberleutnant ernannt.
Nach Kriegsende studierte Hamm ab dem Wintersemester 1945 Rechts- und Staatswissenschaften an den Universitäten Göttingen und Mainz und beendete sein Studium mit beiden juristischen Staatsexamen. 1952 promovierte er an der Universität Mainz zum Dr. jur. mit der Arbeit Die ausdrücklichen Schranken der Verfassungsänderung im Bonner Grundgesetz, verfassungstheoretische Betrachtungen zu Artikel 79 Absatz 3 Bonner Grundgesetz. Von Juni 1952 bis 1987 betrieb er eine eigene Rechtsanwaltskanzlei in Kaiserslautern.

## Partei
Hamm trat 1953 in die FDP ein und wurde zum Vorsitzenden des FDP-Bezirksverbandes Westpfalz gewählt. 1969 verließ er die FDP und trat im November 1971 der CDU bei.

## Abgeordneter
Hamm war seit 1956 Ratsmitglied der Stadt Kaiserslautern und dort Vorsitzender der FDP-Fraktion. Nachdem er bei der Bundestagswahl 1957 noch erfolglos kandidiert hatte, zog er bei den Bundestagswahlen 1961 (auf Platz 2) und 1965 (auf Platz 1) jeweils über die Landesliste der FDP Rheinland-Pfalz in den Deutschen Bundestag ein und gehörte dem Parlament vom Beginn der 4. Wahlperiode am 17. Oktober 1961 bis zu seiner Mandatsniederlegung am 12. Mai 1966 an. Während der 4. Wahlperiode (1961 bis 1965) war er Vorsitzender des Ausschusses für Gesundheitswesen.

## Öffentliche Ämter
Nach seinem Ausscheiden aus dem Deutschen Bundestag amtierte Hamm von 1966 bis 1967 als Staatssekretär im Ministerium für Wirtschaft und Verkehr des Landes Rheinland-Pfalz. Bereits nach der Wahl zum 6. Landtag von Rheinland-Pfalz am 23. April 1967 endete seine Tätigkeit; er wurde nach der Regierungsneubildung in den einstweiligen Ruhestand versetzt.